# 山城町上狛
山城町上狛（やましろちょうかみこま）は、京都府木津川市の町丁。本項ではかつて同区域に存在した上狛村（かみこまむら）、上狛町（かみこまちょう）についても記す。

## 地理
木津川市中心部の北方、木津川の右岸にあたる。北で山城町椿井・山城町神童子、木津川を挟んで南で木津・吐師に接する。南北をJR奈良線と国道24号が貫き、国道163号が木津川に沿って東に分岐する。JR奈良線の上狛駅が所在する。

### 河川
- 木津川

## 歴史
- 幕末 - 「旧高旧領取調帳」の記載によると、上狛村が津藩領、林村が皇室領・公家領・女官領・京都守護職役知であった。
- 慶応4年
  - 2月19日（1868年3月12日） - 林村が京都裁判所の管轄となる。
  - 閏4月25日（1868年6月15日） - 林村が京都府の管轄となる。
- 明治4年
  - 7月4日（1871年8月29日） - 廃藩置県により、上狛村が津県の管轄となる。
- 明治4年11月22日（1872年1月2日） - 第1次府県統合により、上狛村が京都府の管轄となる。
- 1876年（明治9年） - 林村が上狛村に合併。
- 1889年（明治22年）4月1日 - 町村制の施行により、上狛村が単独で自治体を形成。
- 1926年（大正15年）7月1日 - 上狛村が町制施行して上狛町となる。
- 1956年（昭和31年）8月1日 - 上狛町が棚倉村・高麗村と合併して山城町が発足。同日上狛町廃止。同町大字上狛となる。
- 2007年（平成19年）3月12日 - 山城町が木津町・加茂町が合併して木津川市が発足。同市山城町上狛となる。

## 人口
2019年（令和元年）9月30日現在の人口は以下の通りである。
| 町丁       | 人口    |
| ---------- | ------- |
| 山城町上狛 | 2,394人 |

## 交通

### 鉄道
- 西日本旅客鉄道
  - 奈良線
    - 上狛駅

### バス
木津川市コミュニティバス
- 山城線：木津駅 - 上狛南 - 茶問屋街 - 上狛駅口 - 上狛 - 上狛小学校 - 山城中学校 - 椿井 - 椿井大塚山古墳 - やすらぎ苑 - 北河原 - 南平尾 - 平尾 - 棚倉駅 - アスピアやましろ - 北平尾 - 棚倉小学校 - 蟹満寺口 - 天神川 - 神ノ木 - 渋川

過去には国道24号上を近鉄バス（当時は近畿日本鉄道自動車局）、奈良交通、京阪バスが京都と奈良を結ぶ路線を運行していた。上狛にある近物レックス南京都営業所は近鉄バスの車庫跡である。

### 道路
- 国道24号
  - 泉大橋
- 国道163号
- 京都府道70号上狛城陽線

## 施設
- 山城町郵便局
- 木津川市立上狛小学校
- 京都府立山城郷土資料館
- 木津川コミュニティー運動広場
- 木津川市役所山城支所（旧:山城町役場）

## その他

### 日本郵便
- 郵便番号 : 619-0204[2]（集配局：山城木津郵便局[4]）。